# Indian Land
Indian Land è una comunità non incorporata degli Stati Uniti d'America, situata in Carolina del Sud, nella Contea di Lancaster.

## Infrastrutture e trasporti
Indian Land è attraversata da due strade: La U.S. Route 521 e la South Carolina Highway 160. La U.S. Route 521, la strada principale che attraversa Indian Land, è fiancheggiata da negozi, aziende e ristoranti.